# بابی فیشر شطرنج یاد می‌دهد
بابی فیشر شطرنج یاد می‌دهد (انگلیسی: Bobby Fischer Teaches Chess) یک کتاب معمای پازلی شطرنج است که توسط بابی فیشر نوشته شده‌است و توسط استوارت مارگلیس و دون موزنفلدر در سال ۱۹۹۶ منتشر شد. اعتقادها بر این است که این کتاب بهترین و پرفروش‌ترین کتاب شطرنج همه زمان‌ها با بیش از یک میلیون نسخه می‌باشد.

## مرور کلی
این کتاب برای مبتدیان طراحی شده و از یک رویکرد یادگیری برنامه‌ریزی شده استفاده می‌کند. کتاب به بازیکنان اجازه می‌دهد در صورت پاسخ اشتباه دوباره برگردند و از نو تلاش کنند. از دیگر ویژگی‌های این کتاب این است که به دانستن نمادهای شطرنج نیازی ندارد، بلکه با استفاده از فلش و توصیف کلامی به بازیکن آموزش می‌دهد.

## قالب کلی
بابی فیشر شطرنج یاد می‌دهدت کتابی آموزشی به صورت معما است. کتاب شامل مقدمه ای کوتاه دربارهٔ نحوه بازی شطرنج و چگونگی بازی آن می‌باشد. پس از آن شامل شش فصل می‌شود: ۱) عناصر کیش مات، ۲) مات‌های آخر بازی، ۳) دفاع‌های عرض آخر و واریانت‌ها، ۴) جا به جایی مدافعان، ۵) حمله به پوشش پیاده ای دشمن، ۶) بررسی نهایی.

## تاریخچه انتشار
این کتاب ابتدا در سال ۱۹۶۶ توسط بیسیک سیستم انس  منتشر شد. یک شرکت وابسته به زیراکس. نسخه کاغذی توسط بنتام بوکز  در سال ۱۹۶۷ منتشر شد و در اوایل ۱۹۷۲ با شمارگان ده هزار نسخه به فروش رسید. با توجه به علاقه مردم نسبت به بازی قهرمانی شطرنج جهان ۱۹۷۲ بین بوریس اسپاسکی و بابی فیشر فروش این کتاب به‌طور چشمگیری افزایش یافت و در همان سال هشت بار تجدید چاپ شد.

## پذیرش
به‌طور عمده به دلیل دسترسی این کتاب برای مبتدیان، حدود یک میلیون نسخه از آن فروخته شده‌است. فروش دقیق کتاب دشوار است اما با توجه به پرداخت‌هایی که به استوارت مارگلیس به عنوان حق امتیاز همکار پرداخت شده، این کتاب پرفروش‌ترین کتاب شطرنج تمام دوران‌ها شناخته می‌شود. در اکتبر ۱۹۷۲، پس از پیروزی فیشر در مسابقات قهرمانی جهان، نسخه انتشارات بنتام این کتاب در شماره دوم فهرست کتاب‌های پرفروش نیویورک تایمز قرار گرفت و چهار هفته در این وضعیت قرار گرفت.

## ترجمه در ایران
این کتاب با ترجمه شاهین بلوری و ویراستاری هما نجفی برای بار اول در سال ۱۳۹۳ توسط نشر شطرنج به چاپ رسید. ترجمه کتاب علاوه بر شش فصل نسخه اصلی، دارای دو فصل پیوست است. فصل اول درباره اشخاصی است که نامشان در کتاب نامبرده شده و فصل دوم به معرفی شطرنج۹۶۰ یا شطرنج فیشر می پردازد.

## یادداشت
1. ↑  Basic Systems Inc
2. ↑  Bantam Books